# Djeffson Athis
 (juillet 2020).
Pour les articles homonymes, voir Athis.
Djeffson Athis, plus connu sous le nom de « Nèg Ti Karòl La », est un jeune entrepreneur, chef d'entreprises aux États-Unis.

## Biographie
Né à Fonds-des-Nègres en 1987, Athis Djeffson a connu des moments de déboires avant de s'installer à New York où il évolue dans l'entrepreneuriat. Par ailleurs, il est auteur de deux ouvrages.

### De vendeur de «Ti Karòl» en Haiti ...
Il était encore à l'école classique quand, agé de 16 ans, Djeffson s'est lancé dans les affaires. Avec sa bicyclette, il vendait des « Tikawòl ». Motivée par sa mère qui était commerçante, il a pris gout aux affaires et a donc entrepris plusieurs autres activités.  
Sa vie change de cours à partir de son voyage aux États-Unis en 2009. Dans un premier temps, il a travaillé comme « portefaix » à Brooklyn. 

### ... à chef d'entreprises aux États-Unis
En 2015, Djeffson, spécialiste en « advertising et marketing » crée « Athis Enterprise’s », une entreprise qui regroupe plus de cinquante employés. Plus tard, soit en 2016, il lance en ligne « Longbido », une substance aphrodisiaque qui a fait grimper son chiffre d'affaires. En effet, en 2017, il gagne 1.2 million de dollars en huit mois. 
Il crée un programme de coaching qui enseigne aux entrepreneurs potentiels comment démarrer et développer une entreprise jusqu'au niveau de maîtrise.